# Phallotorynus pankalos
Phallotorynus pankalos är en fiskart som beskrevs av Lucinda, Rosa och Roberto Esser dos Reis 2005. Phallotorynus pankalos ingår i släktet Phallotorynus och familjen Poeciliidae. Inga underarter finns listade i Catalogue of Life.